# ۹ (فیلم ۲۰۱۹)
۹ (انگلیسی: 9) یا ناین (به انگلیسی: Nine) فیلم ترسناک علمی تخیلی هندی مالایالم-زبان، محصول سال ۲۰۱۹ است که توسط جنوس محمد (Jenuse Mohamed) نوشته و کارگردانی شده‌است. بازیگران اصلی فیلم پریتویراج سوکوماران، آلوک کریشنا، وامیکا گبی، مامتا موهانداس و پراکاش راج هستند.
داستان فیلم در رابطه با ستاره دنباله‌داری است که طی ۹ روز از نزدیکی زمین عبور می‌کند و باعث بحران جهانی می‌شود. این فیلم در روز ۷ فوریه ۲۰۱۹ در هند و کشورهای شورای همکاری خلیج فارس اکران گردید.